# British Aircraft Corporation
La British Aircraft Corporation o BAC fue una constructora aeronáutica británica formada tras la fusión (por presiones del Gobierno) de English Electric, Vickers-Armstrong, la Bristol Aeroplane Company y Hunting Aircraft en 1960. Bristol, English Electric y Vickers se convirtieron en dueños de la nueva BAC con una participación del 40 %, 40 % y 20 % de las acciones respectivamente. BAC iría adquiriendo sucesivamente las acciones de las empresas de aviación en las que estaba interesada así como el 70% de Hunting algunos meses después.

## Historia
BAC fue formanda siguiendo una advertencia del Gobierno británico que buscaba la consolidación de la industria aeronáutica, así como la de los motores y misiles. Sin embargo el gobierno también prometió incentivos para tal proceso, incluyendo el contrato del proyecto TSR-2 de avión supersónico, el mantenimiento de la inversión gubernamental en investigación y desarrollo y la garantía de ayuda para el lanzamiento de "prometedores nuevos tipos de aviones civiles".
La mayoría de los diseños de BAC fueron obtenidos de las compañías que constituyeron la empresa. BAC no aplicó su identidad de forma retroactiva, pues por ejemplo el VC10 permaneció como Vickers VC10. En lugar de eso la compañía aplicó su nombre en las cuestiones de mercado; el VC10 era anunciado como aeronave de "Vickers-Armstrong Limited, una compañía de British Aircraft Corporation". El primer modelo en llevar únicamente la marca BAC fue el BAC One-Eleven (que era un diseño de Hunting Aircraft) en 1961, tras la fusión. Bristol había evitado entrar en el mercado subsónico y estaba desarrollando el avión supersónico Bristol 223, proyecto que fue fundido con trabajos similares de Sud Aviation para terminar en la creación anglo-francesa del Concorde, cuyos primeros contratos fueron firmados con Air France y BOAC en septiembre de 1972.
En 1963 BAC adquirió las divisiones de misiles guiados de English Electric y Bristol para formar una nueva subsidiaria, British Aircraft Corporation (Guided Weapons). La compañía obtuvo un éxito considerable, incluyendo el desarrollo de los misiles Rapier, Sea Skua y Seawolf. BAC finalmente expandió su división a los sistemas electrónicos y espaciales y en 1966 empezó la que sería una muy provechosa relación con Hughes Aircraft. Hughes consiguió importantes contratos para BAC incluyendo sistemas del proyecto Intelsat.
La cancelación del TSR-2 en abril de 1965 fue un gran chasco para la nueva compañía. Tras haber fabricado exitosos prototipos capaces de volar, la presión política consiguió la paralización del proyecto y los fuselajes, equipos y documentos relacionados fueron destruidos. El BAC 1-11, lanzado como iniciativa privada, probablemente salvó a la compañía tras la cancelación de numerosos contratos oficiales en los 60.
En mayo de 1966 BAC y Breguet formaron SEPECAT, una "joint company" para gestionar el desarrollo del SEPECAT Jaguar. El primero de 8 prototipos voló el 8 de septiembre de 1968 y entró en servicio en la Fuerza Aérea Francesa en 1973, época en la que Breguet se fusionó con Dassault Aviation.
En 1966 Rolls-Royce se hizo con Bristol Aeroplane motivada por el negocio de los motores Bristol Siddeley, pero declaró que no estaba interesada en entrar en el accionariado de BAC. A pesar de ello Rolls Royce aún no se había deshecho de la participación en BAC cuando la compañía quebró en 1971. El 20% de las acciones fue finalmente comprado por orden judicial por Vickers y General Electric (la empresa norteamericana poseía English Electric desde 1968).
En 1967 los gobiernos británico, francés y alemán acordaron comenzar el desarrollo del avión de 300 plazas Airbus A300. BAC se opuso al proyecto en favor de su BAC Three-Eleven, un diseño de avión grande y de fuselaje ancho al estilo del propio Airbus A300, del Douglas DC-10 o del Lockheed TriStar. Montaría dos motores a reacción Rolls-Royce cerca de la cola, como el One-Eleven. La aerolínea pública British European Airways (BEA) estaba interesada en el modelo, pero la intervención del gobierno evitó su compra, favoreciendo el desarrollo del Airbus. BAC rechazó los fondos para ello, adjudicando a Hawker-Siddeley el contrato de la construcción de las alas.

### Tornado
En junio de 1967, el Anglo French Variable Geometry (AFVG), una propuesta de avión de combate de alas de geometría variable, fue cancelado debido a la retirada francesa del proyecto. El Reino Unido tomó entonces el proyecto como propio, llamándose United Kingdom Variable Geometry (UKVG). El Ministerio de Tecnología británico adjudicó el diseño a los talleres de BAC en Warton. Estos estudios finalmente serían conocidos como el BAC Advanced Combat Aircraft. En 1968 el Reino Unido fue invitado a unirse a Canadá en el Consorcio F-104 (junto con Alemania, Italia, Bélgica y Holanda) para reemplazar los diseños propios por un diseño común, llamado Multi Role Combat Aircraft (MRCA).
El 26 de marzo de 1969 BAC, MBB, Fiat y Fokker fundaron Panavia Aircraft GmbH. En mayo se inició la 'fase de definición de proyecto', finalizada a principios de 1970. Resultaron dos diseños de avión, el monoplaza Panavia 100 y el biplaza Panavia 200. Aunque en un primer momento se potenció el Panavia 100, finalmente Alemania escogió el Panavia 200, que era también el modelo preferido de la Royal Air Force (RAF). 
En septiembre de 1971 los gobiernos del Reino Unido, Italia y Alemania firmaron un acuerdo para desarrollar el Panavia Tornado. El 30 de octubre de 1974 el primer prototipo británico (el segundo en volar) despegó del aeródromo de BAC en Warton. El 29 de julio de 1976 los tres Ejecutivos firmaron el contrato para el Batch 1. BAC y posteriormente BAe servirían a la RAF 228 Tornado GR1 y 152 Tornado F3.

### Especulación de fusiones
La mayor parte de la historia de BAC se caracteriza por los rumores y especulaciones sobre su fusión con Hawker-Siddeley (HSA). En septiembre de 1966 Anthony Wedgwood Benn, ministro de Aviación, anunció en la Cámara de los Comunes: "el gobierno ha llegado a la conclusión de que el interés nacional debe ser satisfecho con la fusión de BAC y Hawker Siddeley en una sola compañía."
El gobierno se imaginó adquiriendo el capital de BAC y fusionándola con Hawker Siddeley. Los propietarios de BAC darían así al gobierno una participación minoritaria en la nueva compañía. Las filiales de BAC serían preparadas para venderlas a precio razonable, sin embargo la propuesta del gobierno, desde su punto de vista, infravaloraba el grupo. Hacia agosto de 1967 el éxito del BAC 1-11 y las ventas de material militar a Arabia Saudí redujeron las posibilidades de ejecución de la venta de las filiales. Sobre diciembre el ministro Benn, reiterando su deseo de una fusión BAC-HSA, reconoció que era imposible.

### Arabia Saudí
A principios de los 60 Arabia Saudí anunció su intención de lanzar un programa de adquisición masiva de material de defensa incluyendo el reemplazo de los aviones de combate y el establecimiento de una contundente defensa antiaérea y de una avanzada red de comunicaciones. Las compañías americanas parecían estar destinadas a hacerse con los contratos debido a los esfuerzos de BAC de suministrar aviones y material británico a la Fuerza Aérea de Arabia Saudí para satisfacer sus necesidades. 
Hacia 1964 BAC organizó demostraciones de vuelo de su English Electric Lightning en Riad y en 1965 Arabia Saudita firmó un acuerdo para el suministro de aviones Lightning y Strikemaster así como misiles tierra-aire Thunderbird. El contrato principal fue firmado en 1966 e incluía 40 aviones Lightning, 25 aviones Strikemaster (finalmente fueron 40). En 1973 el gobierno saudí firmó un acuerdo con su homólogo británico en el que se especificaba que BAC se convertía en el contratista de todo el sistema de defensa (Associated Electrical Industries había sido previamente escogida para suministrar los equipos de radar junto con Airwork Services para mantenimiento y formación). El gasto total de la Fuerza Aérea de Arabia Saudí fue superior al millón de libras esterlinas.
Es interesante destacar que BAC (con el contrato Lightning/Strikemaster), British Aerospace (con los contratos Al Yamamah) y más recientemente BAE Systems (con los pedidos del Typhoon) se han beneficiado de todos los contratos militares a gran escala con Arabia Saudí.

### Nacionalización

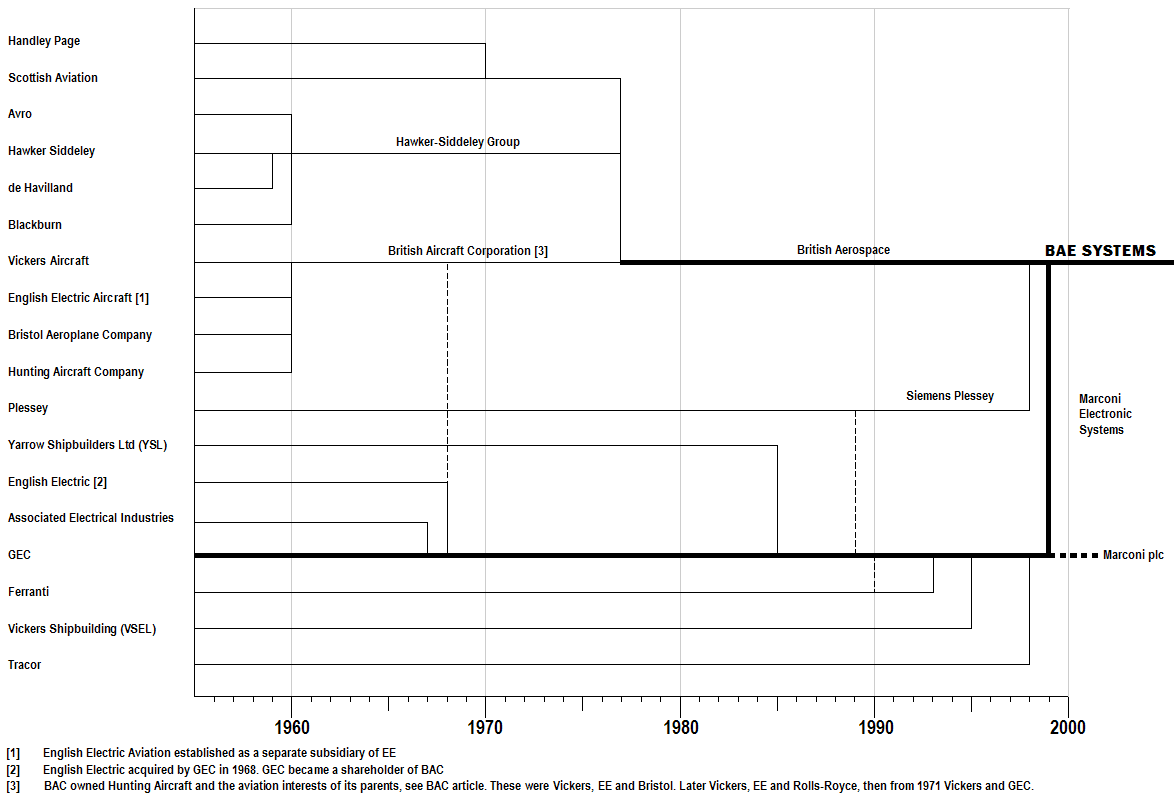
BAC en el contexto de las fusiones y adquisiciones de la industria aeronáutica británica.

El grupo Hawker-Siddeley se expandió siguiendo un modelo similar al de BAC, con el diseño y fabricación de motores concentrado en Rolls Royce y la nueva Bristol-Siddeley Engines, y los helicópteros en Westland Helicopters.
El 29 de abril de 1977 la British Aircraft Corporation, el grupo Hawker-Siddeley y Scottish Aviation fueron nacionalizadas y fusionadas siguiendo las directices del Aircraft and Shipbuilding Industries Act (Ley de Industrias Aeronáuticas y Navales). Este nuevo grupo fue establecido como una corporación estatutaria, British Aerospace (BAe).

## Productos

### Aeronaves En Alianza
- Aérospatiale-BAC Concorde

### Aeronaves
- BAC One-Eleven
- BAC Two-Eleven
- BAC Three-Eleven
- BAC 221
- BAC Strikemaster
- BAC / Aérospatiale Concorde
- BAC TSR-2
- BAC / Bristol 188
- BAC / Bristol Britannia
- BAC / English Electric Canberra
- BAC / English Electric Lightning
- BAC / Hunting H.126
- BAC / Hunting Jet Provost
- BAC / Vickers VC10
- BAC / Vickers Viscount
- BAC / Vickers Vanguard
- Panavia Tornado
  - Panavia Tornado ADV
- Sepecat Jaguar

### Misiles
- BAC Rapier
- BAC Sea Skua
- BAC Sea Wolf
- BAC Swingfire

### Vehículos espaciales no tripulados
- Ariel 4
- Intelsat
- Prospero X-3

### Vehículos espaciales tripulados
- MUSTARD